# Sportspaß
Der Freizeitsportverein sportspaß e. V. wurde im September 1977 als gemeinnütziger Verein in Hamburg gegründet. Er entstand aus einer Initiative des Kommunikations- und Rhetorik-Trainers Peter Lesser, der lange Jahre 1. Vorsitzender des Vereins war, mit Hilfe seiner Ehefrau Sigrid und einiger Sportsfreunde. Der Verein ist bundesweit der größte seiner Art mit den meisten aktiven Mitgliedern. Auch allgemein gehört er zu den größten Sportvereinen Deutschlands. Ende 2016 trat er aus den Sportverbänden HSB und DOSB aus.
Im Jahr 2020 geriet der Verein in schwere Turbulenzen. Nach Jahren des Wachstums erwirtschaftete der Verein zuletzt rote Zahlen. Lange prozessierten ehem. Vorstände und Geschäftsführung in mehreren Rechtsstreitigkeiten gegeneinander. Hinzu kamen der erste Lockdown von Mitte März bis Mitte Mai 2020 sowie der zweite Lockdown ab Anfang November 2020. Die Folge war ein massiver Mitgliederverlust von 61.000 im Dezember 2020 über 26.998 im Mai 2022 auf 23.000 im November 2024 und damit einhergehend ein Rückgang der Beitragseinnahmen bei nach wie vor hohen Fixkosten für das Personal sowie sieben Sportcenter in Hamburg.

## Idee
Dieser Sportverein zielt darauf ab, Herausforderungen im deutschen Sportsystem – insbesondere bei Mannschaftssportarten – zu adressieren. Für viele Menschen wird es nach der Schulzeit schwieriger, Mannschaftssportarten aus dem Sportunterricht privat und ungezwungen fortzuführen. Aufgrund fehlender Ressourcen wie Geräte, Turnhallen oder Mitspieler kann es notwendig sein, sich einem Sportverein oder einer Betriebssportgruppe anzuschließen, um den Sport weiterhin ausüben zu können. Da viele Sportvereine und Betriebssportgruppen in Ligensysteme integriert sind und daher einen gewissen Leistungsdruck haben, kann es dort für Gelegenheitssportler schwieriger sein, ohne regelmäßiges Training und Leistungsorientierung Sport ausschließlich zum Spaß auszuüben. Sportspaß hat vereinseigene Anlagen und städtische Sportstätten in Hamburg für Mitglieder um Sport zu treiben, wobei der Fokus auf einer entspannten und freizeitorientierten Ausübung liegen soll.

## Grundsätze
Grundsätze des Vereins sind:
- Freizeit- statt Wettkampfsport
- Offene, frei wählbare Angebote ohne verpflichtende Trainingszeiten
- Organisation ohne Sparten und Abteilungen
- Sport für Jedermann durch günstige Konditionen
- Vielfältiges Sportangebot

## Praxis
Die Mitglieder haben die Möglichkeit, an über 4500 Sport-, Tanz- und Entspannungsangeboten pro Monat teilzunehmen. Je nach Sportangebot gibt es verschiedene Anfänger- und Fortgeschrittenen-Gruppen, wobei die Mitglieder flexibel sind und selbst bestimmen, an welchem Angebot sie teilnehmen. Neben den Räumlichkeiten in den sieben eigenen Anlagen nutzt sportspaß 59 Sportstätten der Stadt Hamburg (insbesondere Schulsporthallen), um in möglichst vielen Stadtteilen präsent zu sein.

## Sportangebot
| - Abenteuer Bewegung - Angebote für Schwangere - Babys in Bewegung - Badminton - Badminton für Kinder und Jugendliche - Ballett - Ballett Workout - Basketball - Basketball Kids - Bauch, Beine, Rücken, Po (BBRP) - Beckenboden - Best Age Fitness - Breath Walk - Capoeira - CardioPower - Complete Body Workout - Cross Training - Dance 'n' Strip - Dance 4 Kids - deepRELAX - deepWORKOUT - Discofox - Energy Dance - Faszio - Fatburner - Feldenkrais - Fitness - Floorball - Flow Yoga - Fußball für Kinder und Jugendliche - Futsal - Hatha-Yoga | - HIIT - Hip Hop - Hip Hop für Kinder und Jugendliche - Hobby-Fußball - Hula-Hoop Workout - Inline-Hockey - Inline-Skaten für Familien - Inline-Skaten für Kinder und Jugendliche - Jazz-Dance - Kickboxen - Kindertanz/Ballett + Rhythmik - Kizomba - Kraftfit - Krav Maga - Kundalini-Yoga - Kung Fu - Kung Fu Kids & Teens - Laufen - Line Dance - Mama Fitness - Mental Balance - Mobility Yoga - Modern Arnis - Modern-Dance - Neuromuskuläre Integrative Aktion - Nordic Walking/Walking - Physio Fitness - Pilates - Power-Yoga - Qi Gong - Rehabilitationssport/Reha-Sport - Rücken Balance | - Rücken Power - Rückenfit & Entspannung - Salsa - Salsa-Dance - Samba/Samba-Reggae - Schwangerschaftsgymnastik - Selbstverteidigung für Kinder und Jugendliche - Soft-Fitness, Special - Sportspiele mit + ohne Ball - Standard-Latein - Step-Aerobic - Stretching & Relax - Swing - Taekwondo - Taekwondo für Kinder und Jugendliche - Tai Chi - Tango Argentino - Tanz & Bewegung - Tanztechnik Standard - Tanztechnik Standard-Latein - Tischtennis - Vinyasa Flow Yoga - Volleyball - Yin Yoga - Yoga für Schwangere - Yogalates - ZUMBA Fitness - ZUMBA Gold - Zum-Dance |

## Entwicklung der Mitgliederzahlen
| Jahr    | Mitglieder | Quelle |
| ------- | ---------- | ------ |
| 1977    | 17         | [ 10 ] |
| 1990    | 4.000      | [ 10 ] |
| 02.1994 | 7.800      | [ 11 ] |
| 1994    | 8.400      | [ 12 ] |
| 05.1995 | 10.000     | [ 12 ] |
| 10.1995 | 10.715     | [ 13 ] |
| 1996    | 10.800     | [ 10 ] |
| 11.1996 | 12.500     | [ 14 ] |
| 1997    | 14.000     | [ 15 ] |
| 1998    | 14.520     | [ 16 ] |
| 1999    | 16.386     | [ 17 ] |
| 2001    | 20.800     | [ 10 ] |
| 2002    | 24.101     | [ 18 ] |
| 2003    | 29.202     | [ 19 ] |
| 2004    | 30.319     | [ 20 ] |
| 2008    | 48.500     | [ 10 ] |
| 2011    | 62.000     | [ 21 ] |
| 2012    | 61.217     | [ 22 ] |
| 2016    | 71.018     | [ 23 ] |
| 2017    | 70.000     | [ 24 ] |
| 2019    | 67.000     | [ 25 ] |
| 2019    | 61.000     | [ 26 ] |
| 05.2022 | 26.998     | [ 27 ] |
| 11.2024 | 23.000     | [ 1 ]  |